# Henry Lehrman
Pour les articles homonymes, voir Lehrman.
Henry Lehrman né le 30 mars 1886 à Vienne, en Autriche, et mort le 7 novembre 1946 à Hollywood, en Californie, est un cinéaste, acteur, scénariste et producteur austro-américain.

## Biographie
Henri Lehrman naît à Vienne en Autriche (à l'époque Autriche-Hongrie) et émigre très jeune aux États-Unis.

Il commence sa carrière en 1909 en tant qu'acteur à la Biograph Company dans les films dirigés par D. W. Griffith et Frank Powell. Il est tout de suite surnommé "Pathé" car lorsqu'il se présente, il affirme avoir derrière lui une carrière de réalisateur pour Pathé Frères. À la Biograph Company, il rencontre Mack Sennett avec lequel il coréalise son premier film.

En 1912, il rejoint Mack Sennett lorsque celui-ci est choisi pour diriger la Keystone. Il devient un collaborateur de premier plan et réalise une cinquantaine de comédies burlesques en un peu plus d'un an. Acteur, réalisateur et scénariste, il fait office de directeur du personnel et il est au même titre que Sennett, avec des films comme Bangville Police ou For the Love of Mabel, l'artisan du succès de la Keystone des débuts.  Il reste célèbre pour avoir fait débuter Charlie Chaplin en 1914 dans ses premiers courts-métrages.

La réputation du caractère de Lehrman est celui d'être exécrable. Après une brouille avec Mack Sennett, il quitte la Keystone en février 1914 pour rejoindre Ford Sterling qui vient d'ouvrir la Sterling Film Company. Henry Lehrman fonde fin 1914 sa propre compagnie, la L-KO Kompany. L-KO pour Lehrman Knock Out. Souvent considérée comme une "Keystone au rabais", Henry Lehrman s'inspire de ce qu'il a connu. Il tente de s'entourer de talents et de monter une "usine à films". Il donne leur chance à de nombreux réalisateurs comme John G. Blystone, Harry Edwards ou Craig Hutchinson. Par contre il n'a pas la chance de trouver de "grandes stars" en matière d'acteur. Il lance Billie Ritchie pour contrer Charlot ou Henry Bergman en réponse à Fatty. Henry Lehrman est connu pour mettre en scène les comédiens dans des situations périlleuses ce qui lui vaut l'autre surnom de "Suicide" et de nombreux accidents se produisent sur les tournages.

Fin 1916, il quitte la L-KO Kompany pour prendre la direction de Sunshine Comedies (en) qui est le département de production de comédies Burlesques de la Fox Film Corporation et n'apparaît plus en tant qu'acteur pour se consacrer à l'écriture et la mise en scène.

En 1920, il tente de nouveau l'aventure et créé la Henry Lehrman Comedies tout en poursuivant son travail de producteur pour la Fox. Il se fiance avec l'actrice Virginia Rappe rencontrée l'année précédente sur le tournage His Musical Sneeze de Jack White produit pour la Sunshine. Il lui offre un rôle dans chacun des cinq films produits par sa nouvelle compagnie. En septembre 1921, lorsque Virginia Rappe décède, c'est le début de l'affaire Roscoe Arbuckle. Il connaît depuis les années Keystone Roscoe Arbuckle qui est accusé du viol et de l'homicide involontaire de la jeune actrice. Durant le scandale et l'affaire qui s'ensuit, il prend très violemment position à l'encontre de Roscoe Arbuckle et restera très affecté tout au long de sa vie par la disparition de Virginia Rappe.

Le 28 avril 1922, il épouse pourtant la danseuse et future actrice, Jocelyn Lee âgée de 19 ans. Au bout d'un an d'une union tumultueuse, ils se séparent en novembre 1923 et divorcent aux torts de la jeune femme.

Seconde victime (à un degré moindre et pour des raisons différentes) des suites de la l'affaire Arbuckle/Rappe, la carrière de Henry Lehrman marque un tournant. Il arrête la production de films. Durant les années qui suivent, il réalise quelques films pour Universal Pictures, la Fox ou la Warner Bros. En 1929, Henry Lehrman réalise deux films parlants dont un long métrage intitulé "New Year's Eve" avec Mary Astor mais comme pour beaucoup d'artistes du muet, le passage au sonore marque son déclin. En 1931, il fait une dernière tentative en écrivant et réalisant A Butter 'n' Yeggman pour Universal Studios. Il finit comme "homme à tout faire" pour la 20th Century-Fox participant en tant que gagman à l'écriture de scénarios.

Henry Lehrman meurt d'une attaque cardiaque en 1946 à l'âge de 60 ans et est enterré au Hollywood Memorial Park Cemetery aux côtés de Virginia Rappe.

## Filmographie

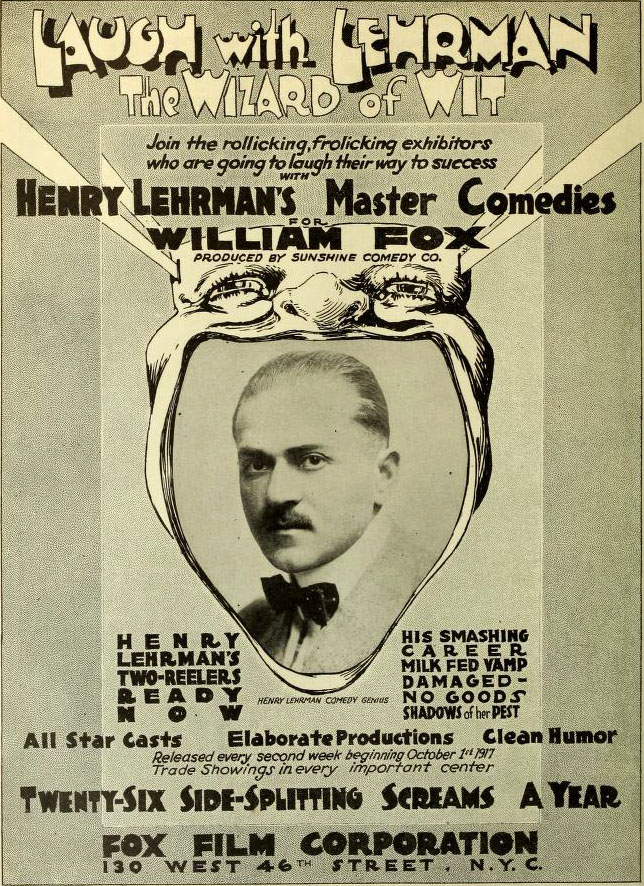
Publicité (1917)

### En tant que réalisateur
Pour la Biograph
- 1911 Why He Gave Up
- 1911 Josh's Suicide
- 1911 The Villain Foiled
- 1911 The Jealous Husband (non confirmé)
- 1911 Bearded Youth
- 1911 Curiosity
- 1912 Priscilla's Capture
- 1912 Beat at His Own Game (Henry Pathé)
- 1912 Algy the Watchman

Pour la Keystone
- 1913 A Deaf Burglar (it)
- 1913 The Two Widows
- 1913 Foiling Fickle Father
- 1913 Love and Pain
- 1913 Her New Beau
- 1913 The Land Salesman
- 1913 Father's Choice (it)
- 1913 Murphy's I.O.U.
- 1913 A Dollar Did It
- 1913 Cupid in a Dental Parlor
- 1913 Bangville Police
- 1913 Algy on the Force
- 1913 The Darktown Belle
- 1913 Twixt Love and Fire
- 1913 Toplitsky and Company
- 1913 Fatty et le Voleur (The Gangsters)
- 1913 Passions, He Had Three
- 1913 Help! Help! Hydrophobia!
- 1913 The Tale of a Black Eye
- 1913 Out and In
- 1913 For the Love of Mabel
- 1913 Love and Rubbish
- 1913 The Peddler
- 1913 Love and Courage (en)
- 1913 Just Kids
- 1913 Le Voisin de Mabel (en) (Professor Bean's Removal)
- 1913 A Chip Off the Old Block
- 1913 The New Baby
- 1913 Mother's Boy
- 1913 Abalone Industry (documentaire)
- 1913 Their Husbands
- 1913 Two Old Tars
- 1913 The Woman Haters
- 1913 The Horse Thief
- 1913 Protecting San Francisco from Fire (documentaire)
- 1914 Pour gagner sa vie (Making a Living) (avec Charlie Chaplin)
- 1914 Charlot est content de lui (Kid Auto Races at Venice) (avec Charlie Chaplin)
- 1914 Gentleman Burglar
- 1914 Baffles
- 1914 Charlot et le Parapluie (Between Showers) (avec Charlie Chaplin)
- 1914 How Villains Are Made
- 1914 Le Démon du village (A Rural Demon) coréalisé avec Mack Sennett
- 1914 Love and Vengeance
- 1914 Sergeant Hofmeyer
- 1914 Papa's Boy
- 1914 Hearts and Swords
- 1914 The Flirt (non confirmé)

Pour la L-KO
- 1914 Love and Surgery
- 1914 Partners in Crime
- 1914 The Fatal Marriage de Christy Cabanne (non confirmé)
- 1914 Lizzy's Escape (non confirmé)
- 1915 Gems and Germs
- 1915 Cupid in a Hospital
- 1915 Thou Shalt Not Flirt
- 1915 Every Inch a Hero
- 1915 The Death of Simon LaGree
- 1915 After Her Millions
- 1915 Father Was a Loafer
- 1915 Almost a Scandal
- 1915 Fatty's Infatuation
- 1915 Life and Moving Pictures
- 1915 Gertie's Joy Ride
- 1915 Silk Hose and High Pressure
- 1915 Scandal in the Family
- 1915 A Bathhouse Tragedy
- 1915 Under New Management
- 1915 Room and Board: A Dollar and a Half
- 1915 Tears and Sunshine
- 1916 A September Mourning
- 1916 Live Wires and Love Sparks
- 1916 Lizzie's Lingering Love

Pour Sunshine Comedies
- 1917 The House of Terrible Scandals
- 1917 His Smashing Career
- 1918 Shadows of Her Pest
- 1918 A Neighbor's Keyhole
- 1918 Roaring Lions on the Midnight Express
- 1919 Fantasy
- 1919 Fools and Duels

Pour Henry Lehrman Comedies
- 1920 Wet and Warmer

Pour Diverses Productions
- 1922 Reported Missing (Owen Moore et Selznick Pictures)
- 1923 Double Dealing (Universal Pictures)
- 1923 So This Is Hollywood (Robertson-Cole Pictures)
- 1923 She Supes to Conquer (Robertson-Cole Pictures)
- 1924 On Time (Carlos Productions)
- 1924 Children Wanted (Fox Film Corporation)
- 1924 Sweet Papa (Fox Film Corporation)
- 1925 Heavy Swells (Fox Film Corporation)
- 1926 The Fighting Edge (Warner Pictures)
- 1927 For Ladies Only (Columbia)
- 1927 Sailor Izzy Murphy (Warner Pictures)
- 1927 Husbands for Rent (Warner Pictures)
- 1928 Why Sailors Go Wrong (Fox Film Corporation)
- 1928 Chicken á la King (Fox Film Corporation)
- 1928 Homesick (Fox Film Corporation)
- 1929 New Year's Eve (Fox Film Corporation)
- 1929 Sound Your 'A' (Fox Film Corporation)
- 1931 A Butter 'n' Yeggman (Universal Pictures)

### En tant qu'acteur
Pour la Biograph
- 1909 Nursing a Viper de D. W. Griffith : figuration
- 1909 Through the Breakers de D. W. Griffith : figuration au bal
- 1909 The Red Man's View de D. W. Griffith : le galant
- 1909 Le Spéculateur en grains (A Corner in Wheat) de D. W. Griffith : à la Bourse. (non confirmé)
- 1909 In Little Italy de D. W. Griffith : figuration au bal.
- 1909 To Save Her Soul de D. W. Griffith : dans le public.
- 1909 The Day After de D. W. Griffith et Frank Powell : un personnage à la fête.
- 1910 The Rocky Road de D. W. Griffith : devant le bar.
- 1910 The Last Deal de D. W. Griffith : un joueur de carte. (non confirmé)
- 1910 The Cloister's Touch de D. W. Griffith : à l'hôtel.
- 1910 The Woman from Mellon's de D. W. Griffith : dans le bureau.
- 1910 The Course of True Love de D. W. Griffith : un serviteur.
- 1910 The Love of Lady Irma de Frank Powell : un mauvais garçon.
- 1910 A Child of the Ghetto : figuration.
- 1910 A Victim of Jealousy de D. W. Griffith : à la réception.
- 1910 In the Border States de D. W. Griffith : un soldat de l'Union.
- 1910 The Face at the Window de D. W. Griffith : au Club.
- 1910 A Child's Impulse (it) de D. W. Griffith : à la fête.
- 1910 A Child's Faith (it) de D. W. Griffith : un admirateur inconnu.
- 1910 A Flash of Light (en) de D. W. Griffith : à la fête. (non confirmé)
- 1910 As the Bells Rang Out! de D. W. Griffith : un invité au mariage.
- 1910 An Arcadian Maid de D. W. Griffith : dans la salle de jeu et dans le train.
- 1910 Wilful Peggy de D. W. Griffith : figuration.
- 1910 Little Angels of Luck de D. W. Griffith : un ouvrier.
- 1910 A Mohawk's Way de D. W. Griffith : un malade.
- 1910 In Life's Cycle de D. W. Griffith : au bar.
- 1910 Rose O'Salem Town de D. W. Griffith : un ravisseur.
- 1910 The Iconoclast de D. W. Griffith : figuration.
- 1910 The Message of the Violin de D. W. Griffith : un élève musicien.
- 1910 Sunshine Sue de D. W. Griffith : l'ami d'Harry.
- 1910 A Child's Stratagem de D. W. Griffith : un des avocats assistants
- 1910 Happy Jack, a Hero de Frank Powell : à la fête.
- 1910 His Sister-In-Law de D. W. Griffith : un invité au mariage.
- 1910 White Roses de D. W. Griffith et Frank Powell : à la gare.
- 1911 The Two Paths de D. W. Griffith : à la fête.
- 1911 The Italian Barber de D. W. Griffith : achetant un journal.
- 1911 The Midnight Marauder de Frank Powell : un invité.
- 1911 Conscience de D. W. Griffith : le sténographe
- 1911 Comrades de Dell Henderson et Mack Sennett : le maître d'hôtel.
- 1911 Priscilla and the Umbrella de Frank Powell et Mack Sennett : au Club.
- 1911 The Broken Cross de D. W. Griffith : un pensionnaire
- 1911 Madame Rex de D. W. Griffith :
- 1911 A Knight of the Road de D. W. Griffith : un vagabond
- 1911 The New Dress de D. W. Griffith :
- 1911 Enoch Arden: Part II de D. W. Griffith : dans le canot de sauvetage.
- 1911 Her Sacrifice de D. W. Griffith :
- 1912 Iola's Promise de D. W. Griffith : un bandit mexicain
- 1912 A Beast at Bay de D. W. Griffith : un garde.
- 1912 Algy the Watchman de Henry Lehrman :
- 1912 His Own Fault de Mack Sennett : dans la salle de jeu.
- 1912 Willie Becomes an Artist de Mack Sennett :
- 1912 The Would-Be Shriner de Mack Sennett :

Pour la Keystone
- 1912 Stolen Glory (it) de Mack Sennett : (non confirmé)
- 1912 A Temperamental Husband (it) de Mack Sennett : un flic.
- 1913 Saving Mabel's Dad (it) de Mack Sennett : (non confirmé)
- 1913 The Cure That Failed (it) de Mack Sennett : un des amis de George.
- 1913 The Stolen Purse (it) de Mack Sennett : le voleur.
- 1913 Her Birthday Present (it) de Mack Sennett : le rival du bandit.
- 1913 A Landlord's Troubles (it) de Mack Sennett : (non confirmé)
- 1913 A Tangled Affair de Mack Sennett : (non confirmé)
- 1913 The Sleuths at the Floral Parade (it) de Mack Sennett :
- 1913 Murphy's I.O.U. de Henry Lehrman : Cohen
- 1913 The Peddler de Mack Sennett : le rival de Peddler.
- 1913 Cohen Saves the Flag (en) de Mack Sennett : Lt. Goldberg
- 1913 The Champion de Henry Lehrman :
- 1914 Pour gagner sa vie (Making a Living) de Henry Lehrman : le reporter
- 1914 Charlot est content de lui (Kid Auto Races at Venice) de Henry Lehrman : le réalisateur.
- 1914 L'Étrange Aventure de Mabel (Mabel's Strange Predicament) de Mabel Normand : un client dans le hall.
- 1914 Love and Vengeance de Henry Lehrman :
- 1914 Charlot et les Saucisses (Mabel's Busy Day) de Mabel Normand : un spectateur.
- 1914 Charlot fait du cinéma (A film Johnnie) de George Nichols : metteur en scène (il joue son propre rôle).

Divers (dans des films qu'il réalise)
- 1914 Love and Surgery
- 1914 Partners in Crime
- 1914 The Fatal Marriage  de Christy Cabanne
- 1914 Lizzy's Escape
- 1914 The Rural Demons
- 1914 The Manicure Girl
- 1915 Cupid in a Hospital
- 1915 Thou Shalt Not Flirt
- 1915 The Death of Simon LaGree
- 1915 After Her Millions
- 1915 Life and Moving Pictures
- 1915 Silk Hose and High Pressure
- 1916 A September Mourning : le marchand d'art.
- 1916 For the Love of Mike and Rosie
- 1917 The House of Terrible Scandals

### En tant que scénariste
- 1914 Charlot est content de lui (Kid Auto Races at Venice) de Henry Lehrman
- 1914 L'Étrange Aventure de Mabel (Mabel's Strange Predicament) de Mabel Normand
- 1915 Gertie's Joy Ride de Henry Lehrman
- 1915 A Bathhouse Tragedy de Edwin Frazee et Henry Lehrman
- 1917 The House of Terrible Scandals de Henry Lehrman
- 1917 A Milk-Fed Vamp de David Kirkland
- 1917 His Smashing Career de Henry Lehrman
- 1918 Son of a Gun de F. Richard Jones
- 1918 Hungry Lions in a Hospital de Jack White
- 1918 Are Married Policemen Safe? de F. Richard Jones
- 1918 A Self-Made Lady de David Kirkland
- 1918 A Waiter's Wasted Life de Jack White
- 1918 Wild Women and Tame Lions de William Campbell
- 1918 A Tight Squeeze de Jack White
- 1922 Reported Missing de Henry Lehrman
- 1923 Double Dealing de Henry Lehrman
- 1927 Sailor Izzy Murphy de Henry Lehrman
- 1930 The Poor Millionaire (en) de George Melford
- 1931 A Butter 'n' Yeggman de George Melford
- 1934 Moulin Rouge de Sidney Lanfield
- 1934 Le Retour de Bulldog Drummond (Bulldog Drummond Strikes Back) de Roy Del Ruth
- 1935 Pas de pitié pour les kidnappeurs (Show Them No Mercy!) de George Marshall (adaptation)
- 1943 Les Rois de la blague (Jitterbugs) de Malcolm St. Clair (Gagman - non crédité)
- 1944 Le Grand Boum (The Big Noise) de Malcolm St. Clair (Gagman - non crédité)
- 1945 Laurel et Hardy toréadors (The Bullfighters) de Malcolm St. Clair (Gagman - non crédité)